# Friedrich von Bolanden
Friedrich von Bolanden (né au XIIIe siècle, mort en janvier 1302)  est évêque de Spire de 1272 à sa mort.

## Biographie
Friedrich von Bolanden vient de la maison de Bolanden, ses parents sont Werner IV von Bolanden et sa première épouse Cunégonde de Linange, une sœur du précédent évêque Henri de Linange.
En 1276, l'évêque est enlevé par Wolfram von Fleckenstein et emprisonné dans son château. Rodolphe Ier de Habsbourg vient assiéger le château et le libère. Pendant son absence, le diacre Albert von Mußbach assurait l'intérim. Pendant la vacance du siège, la ville de Spire essaie d'acquérir certains des droits de l'évêque. Mußbach fait appel au pape Jean XXI. Avant même que la décision du pape soit rendue, le diacre est assassiné près de la cathédrale. On ne retrouvera jamais les meurtriers.
En 1297, l'évêque fonde le village de Wiesental.
Friedrich von Bolanden est l'un des rares évêques de Spire à ne pas être enterré dans la cathédrale. Sa tombe se trouve dans l'abbaye d'Eußerthal.

## Famille
Anna von Bolanden, cistercienne de l'abbaye de Kirschgarten, propriétaire d'un précieux codex, est la nièce de l'évêque (la fille de son frère Philippe V von Bolanden).
Werner von Bolanden, un neveu, sera prieur à la Collégiale Saint-Victor devant Mayence.

## Source, notes et références
- (de) Cet article est partiellement ou en totalité issu de l’article de Wikipédia en allemand intitulé « Friedrich von Bolanden » (voir la liste des auteurs).